# Asclerocheilus capensis
Asclerocheilus capensis är en ringmaskart som beskrevs av Francis Day 1963. Asclerocheilus capensis ingår i släktet Asclerocheilus och familjen Scalibregmatidae. Inga underarter finns listade i Catalogue of Life.